# 比拉斯普尔
比拉斯普尔（Bilaspur），是印度恰蒂斯加尔邦Bilaspur县的一个城镇。总人口265178人（2001年）。

## 人口
该地2001年总人口265178人，其中男性137273人，女性127905人；0—6岁人口32793人，其中男17059人，女15734人；识字率76.19%，其中男性为82.88%，女性为69.02%。